# حل‌شده
حل شده (به انگلیسی: The Unraveling) نخستین آلبوم گروه پانک راک رایز اگنست می‌باشد که در ۲۴ آوریل ۲۰۰۱ انتشار یافت. این آلبوم به تهیه‌کنندگی مس جورجینی صورت گرفت. این آلبوم دو آهنگ اضافی نیز داشت. 

## فهرست آهنگ‌ها
1. صحیح و سالم Alive and Well
2. زندگی‌ام درون قلب تو My Life Inside Your Heart
3. بیداری بزرگ Great Awakening
4. شش طریق تا یک‌شنبه Six Ways 'Til Sunday
5. ۴۰۱ قتل ‎401 Kill‏
6. هنر باختن The Art of Losing
7. بازمانده‌های خاطرات تابستان Remains of Summer Memories
8. حل‌شده The Unraveling
9. پذیرایی رنگ می‌بازد Reception Fades
10. شیشه ضدزنگ و مرمر Stained Glass and Marble
11. دائم‌التغییر Everchanging
12. گاهی حراج کامل یعنی تسلیم Sometimes Selling Out is Giving Up
13. آخر هفتهٔ سه‌روزه 3‎ Day Weekend‏
14. ۱۰۰۰ نیت خیر ‎1000 Good Intentions‏
15. وزن زمان Weight of Time
16. شباهت کمرنگ Faint Resemblance
17. به صفوف بپیوند Join the Ranks
18. گتسیمین Gethsemane

## پدیدآورندگان
- تیم مک ایلریف – آواز
- جو پرینسیپی – گیتار بیس، هم‌آوازی
- کریس چیس – گیتار لید
- دان پریسیژن – گیتار ریتم
- برندون بارنز – درام